# Герб Братска
Герб Братска — один из официальных символов города Братска.

## История

### Старый герб

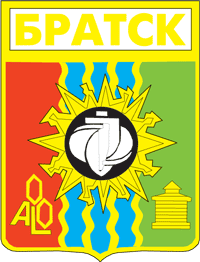
Старый герб Братска.

17 января 1980 года Братский городской исполнительный комитет утвердил герб города:
Щит разбит на три равные вертикальные полосы: левая красного цвета — символизирует молодой, растущий социалистический город; правая зеленого цвета — море тайги, основное богатство края; средняя синего цвета — гидроэнергетические ресурсы Ангары,а четыре волнистые белые полосы на ней подчеркивают стремительность воды этой могучей реки.
На красной полосе старого герба были изображены буквы AL и стилизованная структурная формула целлюлозы. На зелёном поле изображен острог. В верхней части щита в середине изображено золотое солнце, а внутри него турбинный винт, которые символизировали Братскую ГЭС. Сторожевая башня напоминает о предшественнике современного Братска, укреплении Братск-Острожный.
Авторами герба были Абрам Евсеевич Луфт и Виктор Николаевич Огиенко.

### Новый герб
Новый герб Братска был утверждён решением Братской городской Думы от 21 мая 2004 года № 277 и зарегистрирован решением Геральдического совета при Президенте Российской Федерации от 28 декабря 2004 года.
Статья 4. Официальная символика города Братска

1. Город Братск имеет свой герб.

2. Герб города Братска утвержден решением Братской городской Думы от 21 мая 2004 года № 277/г-Д, зарегистрирован решением Геральдического совета при Президенте Российской Федерации от 28 декабря 2004 года и внесен в Государственный геральдический регистр Российской Федерации с присвоением регистрационного номера — 1702.

3. Герб города Братска представляет изображение в рассеченном червлёно-зеленом поле лазоревый выщербленный столб, имеющий внутреннюю и наружную золотые тонкие каймы, и поверх всего в почетном месте — золотое солнце (без изображения лица) с изломанными огненными лучами.